# Nagol
Nagol (antigament Nagual) és un nucli de població del Principat d'Andorra situat a la parròquia de Sant Julià de Lòria. L'any 2009 tenia 57 habitants.

## Esglésies romàniques
A Nagol s'hi troben les esglésies romàniques de Sant Martí de Nagol i Sant Serni de Nagol, ambdues edificades al segle xi i declarades bé d'interès cultural.